# Слом Првог српског устанка
Слом Првог српског устанка означио је крај прве фазе Српске револуције. Главни узрок слома устанка јесте руско напуштање Балкана и напуштања борби против Турака због надолазеће претње у виду Наполеона I Бонапарте. Устанак је званично сломљен 5. октобра 1813. године, када турска војска улази у празан Београд.

## Увод
Због сукоба са Карађорђем, двојица славних српских војсковођа и јунака, Петар Добрњац и Миленко Стојковић протерани су из земље. Њих двојица нису хтели да признају нови устав и да приме места у влади за која их је Карађорђе предвидео. Због тога бише оптужени за цео свој дотадашњи рад. Правог суда није ни било. Протеривање Добрњца и Стојковића изазвало је незадовољства у народу. Миленко и Добрњац били су тешки људи да много мана у сваком погледу, али су, нема сумње, били јунаци, веома заслужни за дотадашње успехе устанка. За њихова имена везане су наше најзначајније победе код Иванковца и Делиграда. Колико се у ондашњим круговима жалило што је ствар испала тако види се најбоље у речима Вука Караџића, који каже ни мање ни више него да се Карађорђе опростио противника, „али тијем окрчи и Турцима пут, те лакше земљом овладају”. Слободан Јовановић добро наглашава да у тој Вуковој критици има истине јер је Карађорђе, одвојивши војску од њених војвода знатно ослабио борбену снагу Срба.

## Руски проблеми
Од 1810. године догађаји се почеше неповољно развијати по Русију. Аустријски двор се измирио и ородио са Наполеоном и почео је према петроградској влади водити политику скоро отворено непријатељску. Аустријско и руско супарништво на Балкану трајало је већ годинама и није се могло сакрити ни онда када су односи између њих били сасвим непријатељски, а камоли сада када је противност могла видније да се изрази. Узалуд је Русија нудила Бечу читаву Влашку и све крајеве западно од ње, заједно са Србијом, Аустрија 2. марта 1812. године са Наполеоном потписује савез против ње. Спремао се велики поход на Москву, највећи у дотадашњој историји.
После овог француско-аустријског савеза, Русија се, природно, није могла задржавати на балканском ратишту. Турска је, знајући то желела извући што повољније услове за мир и стога је на руске понуде одговарала затежући и повисујући своје захтеве.

## Букурешки мир
После великих напора руских, војничких и дипломатских склопљен је 28. маја Букурешки мир. Њиме је окончан Руско-турски рат. Као последњу услугу коју су Руси могли учинити Србима, Руси су после тешких преговора унели у тај уговор једну тачку која се односи на Србе. 8. тачка Букурешког мира, касније доста спомињана, предвиђала је за Србе потпуну амнестију и једну врсту самоуправе о којој су се Турци имали споразумети са Србима, а која би одговарала оној што су је имали Грци на Архипелагу. Турска је, том истом тачком, добила право да уведе своју војску у српске градове и да српска утврђена подигнута током устанка поруши. Срби су тим уговором бачени на полазну тачку коју су могли имати, ако не 1804. онда сигурно 1807. године. Ичков мир нудио је више. Међутим, мада су и ови резултати и толико скромни да их Руси нису смели искрено и у целини ни признати Србима, они су, ипак нарочито са међународног гледишта значили доста.
Добро се зна колико су се Бећир-паша и Порта бранили од мешања других сила у њихове преговоре са Србима. Стога је султан првобитно одбијао да ратификује ту и још једну за нас безначајну тачку уговора. Срби дуго нису ни знали шта је договорено у Букурешту. Руси су их држали у заблуди, једино у шта су веровали је да су те одредбе привремене и да ће се ствари окренути набоље. Руси су поручивали Србима и осталим Југословенима да ће предузети велику акцију против Француза у Далмацији. Руски људи почели су да вежбају српске војнике и да их тобоже припремају за ту акцију. Срби су сазнали право стање ствари тек када су турски заповедници тражили од градова да се предају. Срби су се осетили не само препуштени себи него и преварени. Одлазак руских гарнизона из Србије и повлачење руске војске из Влашке и Молдавске били су предзнаци слома.

## Нове борбе и крај устанка
Почетком јула 1813. године кренуше три турске војске у напад на Србију, од Видина, Ниша и са Дрине. Положај Срба био је тежак, без иједног пријатеља, оскудни с муницијом, завађени међу собом, они су клонули већ и пре почетка борбе. Дуга уверења да се не могу одржати само, без наслона на већу силу, ушла је у све њихове душе и сад су их, када је то постала стварност, паралисала. Сам Карађорђе није више био онај стари. У лето 1813. године он се разболео од тифуса и у најтежим данима, када је његово присуство било потребно да подигне морал Србима, он је лежао у Тополи и малаксавао све више и више, и физички и морално.
Турци су напредовали доста брзо, нарочито са истока и запада. Спорије се кретала нишка војска. Карађорђе, изнурен болешћу, појављује се на два-три места као сенка. Обраћа се и Аустрији и нуди јој градове, али она није вољна да му притекне у помоћ. Аустрија је чак и волела да Срби пропадну како би се уверили да им савез са Русима није донео ништа добро. Турци без већих напора сломише отпор на Равњу и Засавици и ударише на Шабац. У опсади Неготина гине хајдук Вељко Петровић. У договору са руским агентом Недобом и митрополитом Леонтијем, Карађорђе 3. октобра напушта земљу и одлази у Земун, а одатле у манастир Фенек. За Карађорђем и остале знатније војводе, сем Милоша Обреновића, напуштају Србију. Два дана касније турска војска, предвођена Бахрем-пашом, улази у празан Београд, чиме је устанак званично завршен.
Дана 6. октобра 1813. године у Цариград стиже глас да је војска поново заузела Београд, Шабац и Смедерево. Три дана по три пута пуцали су топови у Цариграду и на Босфору у славу тог догађаја.

## Последице Првог српског устанка
Овакав слом устанка био је несумњиво тежак ударац. Али тај ударац је био само привремен и само једна тешка лекција. У ствари, он је био ипак успех. Тај устанак дигао је поново Србе и ставио српско питање пред Европу као саставни део Источног питања. Од Првог српског успеха и стварања српске државе схватање српске самосталности изменило се из основа. Иако је изгледало да је српским поразом 1813. године било изгубљено све, у ствари није било тако. Сем пробуђене народне свести, позитиван резултат био је и Букурешки уговор. Он је представљао правну базу за посредовање Русије у корист Срба што је била и њена морална обавеза према борцима Првог српског устанка.